# Kärdu
Kärdu is een plaats in de Estlandse gemeente Saaremaa, provincie Saaremaa. De plaats heeft de status van dorp (Estisch: küla).
Tot in december 2014 behoorde Kärdu tot de gemeente Kaarma, tot in oktober 2017 tot de gemeente Lääne-Saare en sindsdien tot de fusiegemeente Saaremaa.

## Bevolking
Het dorp had 21 inwoners op 31 december 2011 en 24 inwoners op 31 december 2021.

## Geschiedenis
De plaats werd voor het eerst genoemd in 1645 onder de naam Kerto Toffer, een boerderij op het landgoed van Praakli. In 1782 was ze onder de naam Kertoküll een dorp.